# Gabriela Montero
Gabriela Montero (Caracas, 10 de maio de 1970), é uma pianista venezuelana. Tornou-se mundialmente conhecida por seu talento para o improviso.
Em 1975, aos 5 anos, Gabriela estreou em público ao piano acompanhada pela Orquestra Sinfónica Simón Bolívar, conduzida por José Antonio Abreu. A exibição lhe proporcionou uma bolsa de estudos do Governo da Venezuela para estudar nos Estados Unidos.
Desde seu primeiro contato com o piano, sempre gostou de improvisar mas, de acordo com ela, sempre sentiu vergonha de fazê-lo em público, pois estaria "mexendo" em temas de outros autores, o que poderia ser considerado um desrespeito. Nos Estados Unidos, conheceu Martha Argerich que, encantada com o talento de Gabriela para o improviso, incentivou-a a não só praticá-lo em público, como torná-lo o carro chefe de suas apresentações.
Em recitais ou concertos, Gabriela Montero sempre convida sua plateia para que sugira uma melodia. Se tiver uma orquestra presente, os músicos também são convidados a participar. "Quando improviso", diz Gabriela, "me conecto com minha audiência de um jeito único - e eles comigo. Porque a improvisação é uma grande parte de quem eu sou, é a forma mais espontânea e natural que eu posso me expressar. Eu improviso desde que a minha mão tocou o teclado pela primeira vez, mas por muitos anos eu mantive esse aspecto meu em segredo. Martha Argerich, ouviu-me a improvisar um dia e ficou em êxtase. Na verdade, foi Marta que me convenceu de que era possível combinar a minha carreira de "artista clássica" com este meu lado que é bastante original."

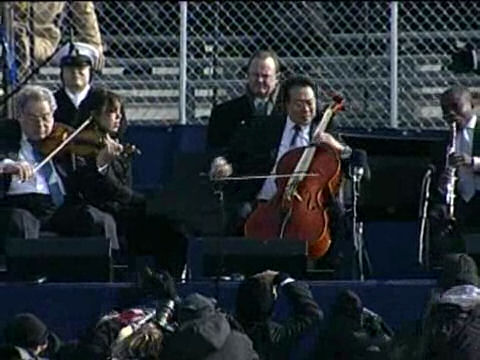
Da esquerda para a direita: Itzhak Perlman, Gabriela Montero, Yo-Yo Ma, e Anthony McGill executando Air and Simple Gifts de John Williams na posse de Obama.

Gabriela já se apresentou nos principais templos da música e com as principais orquestras, como a Orquestra Filarmónica de Nova Iorque, dirigida por Lorin Maazel, Orquestra Filarmónica deLos Angeles no Hollywood Bowl e Orquestra Filarmónica de Londres no Royal Festival Hall.
Em 1995, Gabriela Montero foi laureada na prestigiosa Competição Internacional de Piano Frédéric Chopin.
Em 2009, por ocasião da Cerimônia de Posse do presidente americano Barack Obama, tocou ao lado de gigantes do mundo da música erudita: Itzhak Perlman ao violino, Yo-Yo Ma no violoncelo e Anthony McGill no clarinete.

## Discografia
- Gautier Capuçon and Gabriela Montero: Rhapsody - Rachmaninov, Prokofiev Cello Sonatas (Virgin Classics, 2008)
- Gabriela Montero: Baroque (EMI Classics, 2007)
- Gabriela Montero: Bach and Beyond (EMI Classics, 2006)
- Gabriela Montero: Piano Recital (EMI Classics, 2005)
- Gabriela Montero: Gabriela Montero en Concert a Montreal (Palexa, 2006)
- Gabriela Montero: Chopin: Piano Works (Palexa, 2007)